# Manteo (Carolina del Norte)
Manteo es un pueblo ubicado en el condado de Dare en el estado estadounidense de Carolina del Norte. Es sede del condado de Dare. La localidad tenía en el año 2000 una población de 1052 habitantes en una superficie de 4.6 km², con una densidad poblacional de 234.4 personas por km².

## Geografía
Manteo se encuentra ubicado en las coordenadas 35°54′17″N 75°40′10″O / 35.90472, -75.66944. Según la Oficina del Censo, la localidad tiene un área total de 4,6 km² (1,8 mi²), de la cual 4,5 km² (1,7 mi²) es tierra y 0,2 km² (0,1 mi²) (3.35 %) es agua.

### Localidades adyacentes
El siguiente diagrama muestra a las localidades en un radio de 28 kilómetros (17,4 mi) de Manteo.

## Demografía
En el 2000 la renta per cápita promedia del hogar era de 29 803 $, y el ingreso promedio para una familia era de 40 139 $. El ingreso per cápita para la localidad era de 20 222 $. En 2000 los hombres tenían un ingreso per cápita de 30 625 $ contra 20 833 $ para las mujeres. Alrededor del 19.40 % de la población estaba bajo el umbral de pobreza nacional.